# Царицино
 Тази статия е за дворцово-парковия комплекс.  За музея вижте Царицино (музей-резерват).  
Царицино (на руски: Царицыно) е дворец с голям парк в южната част на Москва, столицата на Русия.
Построен е в през 1776 – 1796 година от императрица Екатерина II по проект на архитектите Василий Баженов и Матвей Казаков. Той се управлява от музея-резерват „Царицино“, основан през 1984 г. Смятан е за един от образците на стила руска псевдоготика и оказва силно влияние върху руската архитектура през следващите десетилетия. През 1984 година е включен в новосъздадения музей-резерват Царицино, който включва и някои съседни местности, като разположените западно от двореца Царицински езера. През 80-те години започва и мащабна реставрация на двореца, приключила през 2007 година.
Дворцово -парковият ансамбъл „Царицино“, обхващаща площ от над 100 хектара и е разположен върху хълмист терен, пресечен от дерета, на мястото на бившето имение на князете Кантемир и е наследил някои от неговите черти. Територията на ансамбъла и парка е ограничена от североизток и юг от две дълбоки дерета, от запад - от езерата Царицин, от изток - от комплекс от оранжерии.